# Ляэне-Харью
Ля́эне-Ха́рью (эст. Lääne-Harju vald) — волость на северо-западе Эстонии в уезде Харьюмаа.
Образована 24 октября 2017 года в результате административной реформы местных самоуправлений Эстонии путём слияния волостей Вазалемма, Кейла, Падизе и города Палдиски.

## География
Волость Ляэне-Харью расположена на берегу Финского залива. На востоке граничит с волостью Харку и городом Кейла, на юге и юго-востоке — с волостью Сауэ, на западе — с волостью Ляэне-Нигула. Волости Ляэне-Харью принадлежат острова Суур-Пакри и Вяйке-Пакри и 6 маленьких островков между ними. Волость имеет прибрежную линию длиной почти в 100 километров на берегах заливов Лохусалу, Лахепере, Пакри, Кейбу и пролива Курксе. Самыми известными пляжами являются песчаные пляжи Кейла-Йоа, Меремыйза, Лохусалу, Лауласмаа, Клоогаранна, Леэтсе, Кейбу и Алликлепа. Особенную ценность прибрежным районам волости дают леса с преобладанием деревьев хвойных пород.
Административным центром волости является город Палдиски, волостные пункты обслуживания находятся также в бывших волостных управах в Кейла, Падизе и Вазалемма.
Площадь самоуправления — 644 км². По площади волость Ляэне-Харью 2-я в уезде Харьюмаа и 28-е самоуправление во всей Эстонии.
Самые большие реки волости: Кейла, Вазалемма и Вихтерпалу. На юге посёлка Клоога находится богатое рыбой и пригодное для купания озеро Клоога; в посёлке Румму находится привлекательный туристический объект — карьер (искусственное озеро) Румму, а в деревне Хату — расположенное посередине болота озеро с песчаными берегами Тянавъярв.
На территории волости находятся природные парки Тюрисалу, Лауласмаа, Ныва, Пакри и Ляэнемаа Суурсоо. Из охраняемых государством природных объектов представляют особый интерес водопад Кейла, водный каскад Треппоя и мызные парки Кейла-Йоа, Вазалемма и Охту.
На территории волости добываются известняк, торф, щебень, сапропель.

## Население
По состоянию на 1 января 2021 года в волости насчитывалось 12 661 житель. По числу жителей Ляэне-Харью занимает 22 место среди самоуправлений Эстонии.
Средняя брутто-зарплата в волости в 2017 году составила 1129,73 евро (средняя по Эстонии равнялась 1102,52 евро). Уровень безработицы к концу 2017 года составлял 2,6 %.

## Населённые пункты
В состав волости входят 1 город, 6 посёлков и 46 деревень.

Город: Палдиски (внутриволостной город).

Посёлки: Карьякюла, Кейла-Йоа, Клоога, Румму, Вазалемма и Эмари.

Деревни: Алликлепа, Алткюла, Аудевялья, Харью-Ристи, Хату, Иллурма, Карилепа, Касепере, Кеэлва, Кейбу, Керсалу, Клоогаранна, Кобру, Кулна, Курксе, Кыммасте, Кяэсалу, Лаане, Ланга, Лаокюла, Лауласмаа, Лехола, Леммару, Лохусалу, Мадизе, Маэру, Меремыйза, Меренука, Метслыугу, Мяэра, Нахкъяла, Нийтвялья, Охту, Падизе, Паэ, Педазе, Пыллкюла, Сууркюла, Туулна, Тыммику, Валксе, Вескикюла, Вихтерпалу, Виливалла, Винтсе, Энглема.

## Управление
Старейшиной волости избран Яанус Саат (Jaanus Saat), председателем волостного собрания — Кюлли Таммур (Külli Tammur).
30 октября 2018 года волостное собрание Ляэне-Харью приняло первую программу развития волости на 2019—2030 годы.

## Статистика
Данные Департамента статистики о волости Ляэне-Харью:

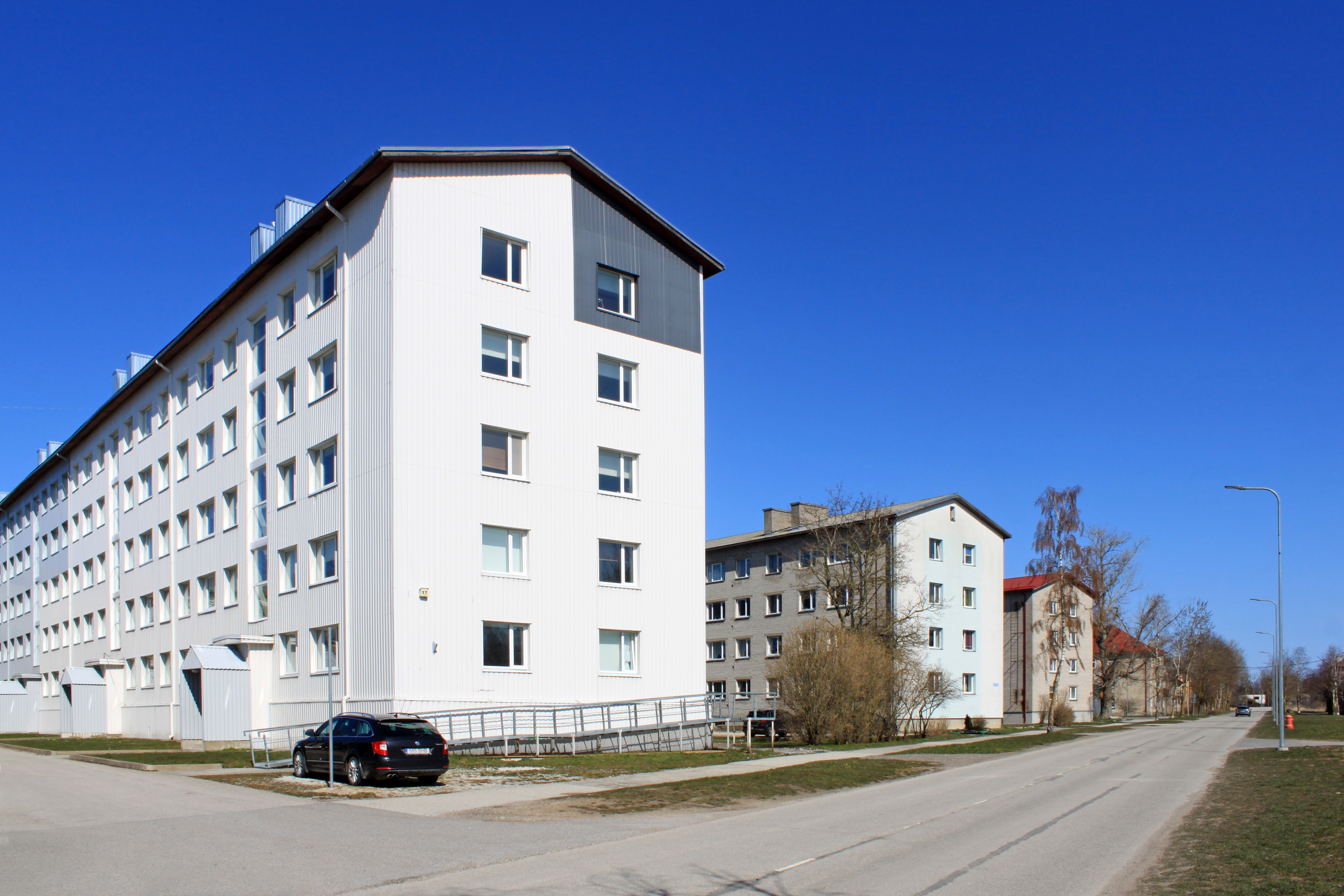
Палдиски, улица Садама

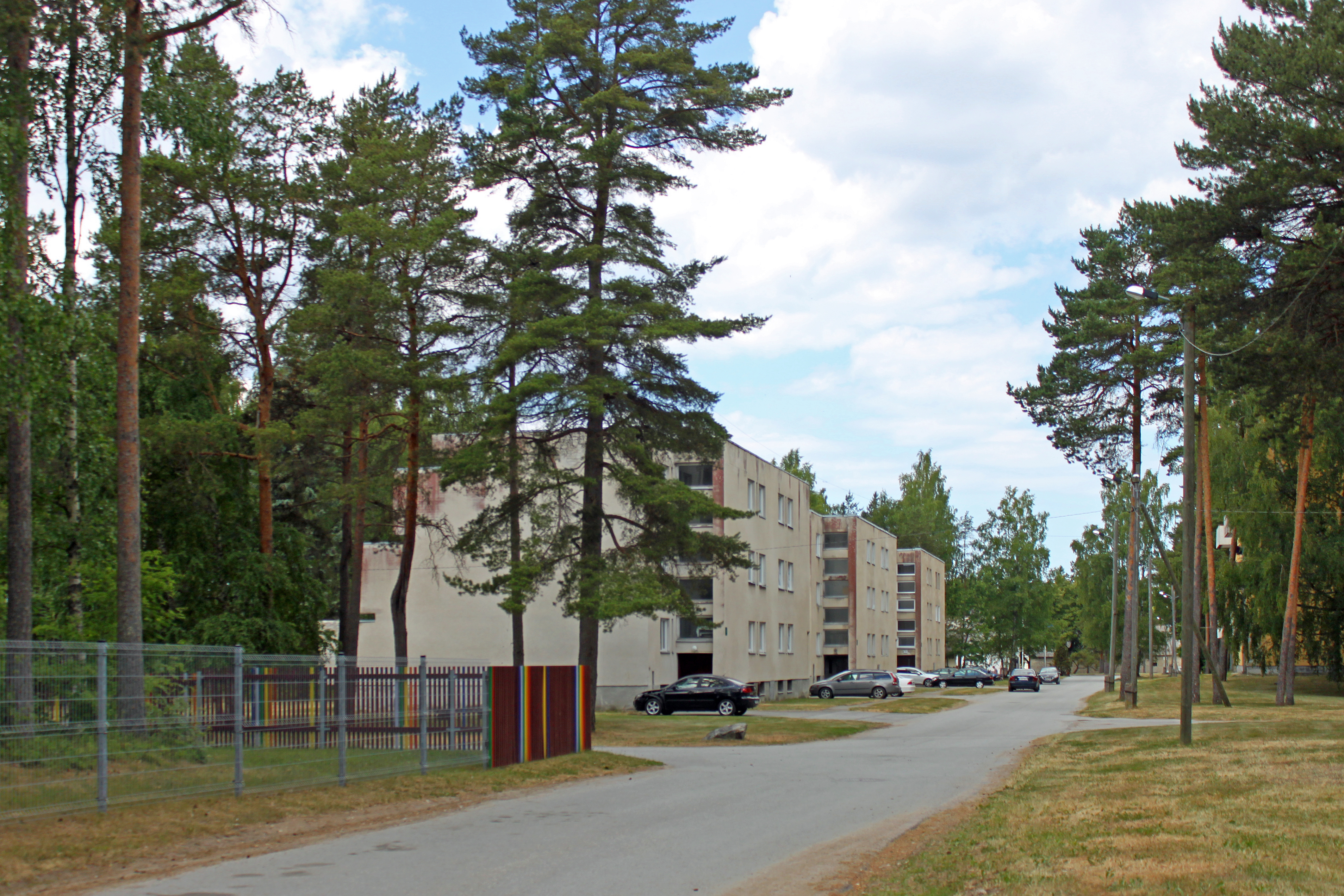
Деревня Падизе

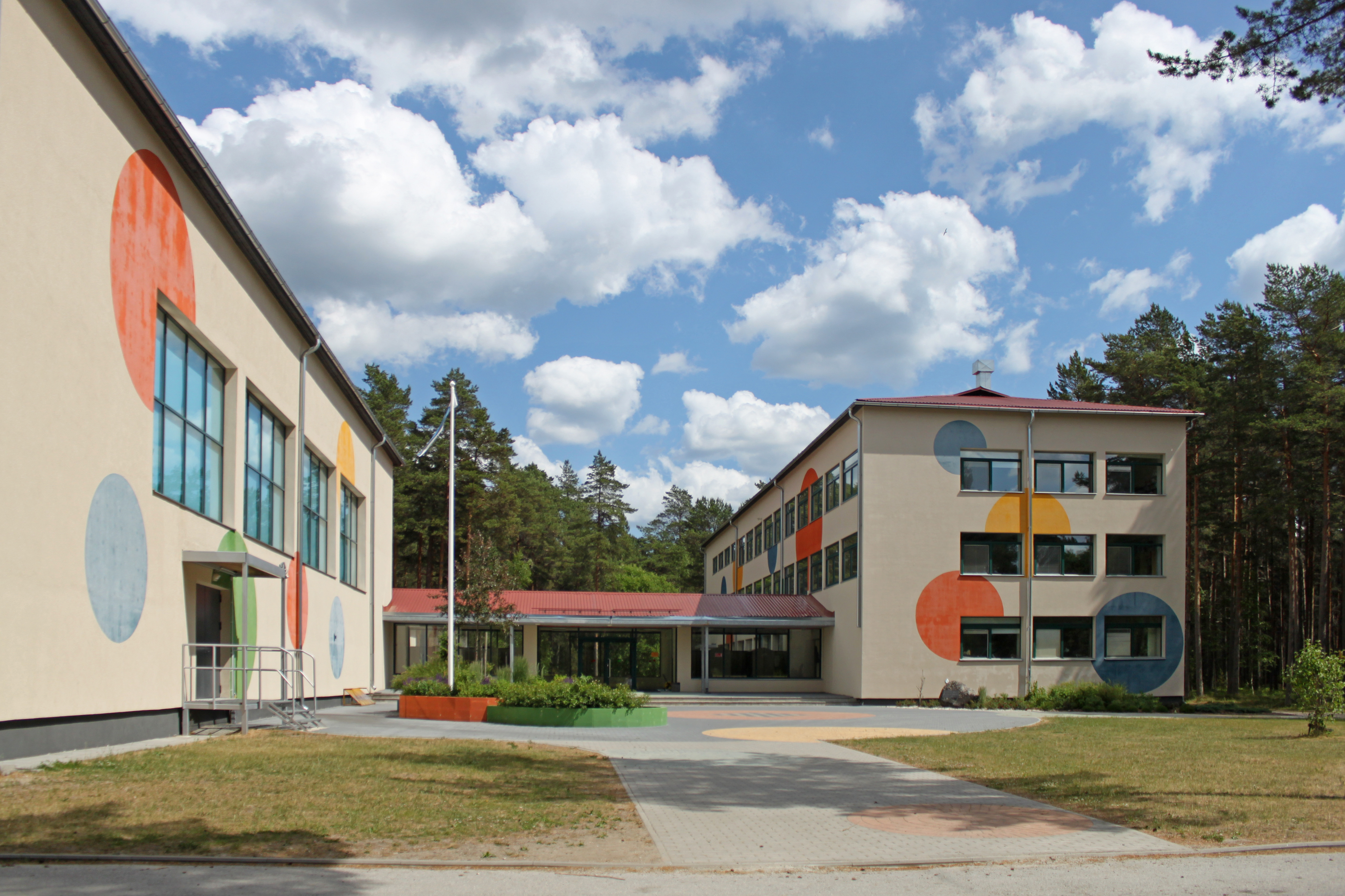
Основная школа Падизе

Число жителей на 1 января каждого года:
| Год     | 2016   | 2017     | 2018     | 2019     | 2020     | 2021     | 2022     |
| ------- | ------ | -------- | -------- | -------- | -------- | -------- | -------- |
| Человек | 12 627 | ↗ 12 641 | ↘ 12 568 | ↘ 12 507 | ↗ 12 558 | ↗ 12 661 | ↗ 12 997 |

Число рождений:
| Год           | 2016 | 2017 | 2018  | 2019  | 2020  |
| ------------- | ---- | ---- | ----- | ----- | ----- |
| Живорождённых | 142  | ↘122 | ↗ 130 | ↘ 115 | ↗ 120 |

Число смертей:
| Год     | 2016 | 2017  | 2018  | 2019  |
| ------- | ---- | ----- | ----- | ----- |
| Умерших | 168  | ↗ 183 | ↘ 175 | ↘ 169 |

Зарегистрированные безработные:
| Год     | 2016 | 2017  | 2018  | 2019  | 2021 (август) |
| ------- | ---- | ----- | ----- | ----- | ------------- |
| Человек | 302  | ↗ 336 | ↘ 330 | ↗ 350 | ↗ 555         |

Средняя брутто-зарплата работника:
| Год  | 2016     | 2017       | 2018       | 2019       | 2020       |
| ---- | -------- | ---------- | ---------- | ---------- | ---------- |
| Евро | 1 061,86 | ↗ 1 129,73 | ↗ 1 198,69 | ↗ 1 260,93 | ↗ 1 304,10 |

В 2019 году волость Ляэне-Харью занимала 23 место по величине средней брутто-зарплаты среди 79 муниципалитетов Эстонии.
Число учеников в школах:
| Год     | 2016  | 2017    | 2018    | 2019    |
| ------- | ----- | ------- | ------- | ------- |
| Человек | 1 031 | ↗ 1 045 | ↗ 1 081 | ↗ 1 802 |

## Инфраструктура

### Образование и культура
В 2018/2019 учебном году в Ляэне-Харью работало 7 дошкольных учреждений, по состоянию на 1 сентября 2018 года их посещали 627 детей. В том же учебном году в волости действовало 7 основных школ, численность учеников на 1 сентября 2018 года составляла 1086 человек. В волости работало 8 библиотек.
В волости работают Музыкальная школа Палдиски и Художественная школа Вазалемма. По состоянию на 1 сентября 2018 года в музыкальной школе обучались 70 человек и работали 10 учителей с высшим образованием; в художественной школе в 2017/2018 учебном году обучались 120 человек, из них 67 — по специальностям музыка и искусство и 53 человека — танец.

### Здравоохранение и социальное обслуживание
В волости есть 2 дома по уходу. В Палдиски работает государственное предприятие AS Hoolekandeteenused для людей с особыми психическими потребностями. Семейные врачи принимают в Палдиски, Падизе, Вазалемма и Румму.

### Предпринимательство
По данным Департамента статистики в 2017 году в волости Ляэне-Харью насчитывалось 810 предприятий. Самыми распространёнными видами деятельности были: оптовая и розничная торговля; ремонт автомобилей; научно-техническая деятельность; строительство. Преобладающее число предприятий (777) — микро-предприятия с численностью работников менее 10; 18 предприятий имеет численность работников до 50 человек (из них 9 расположены в Палдиски), число предприятий с численностью работников до 250 человек — 14 (из них 6 в Палдиски). Самые большие предприятия по численности работников по состоянию на 30.09.2019: OÜ Palsteve (164 работника, основной вид деятельности: транспортная обработка грузов), Esteve AS (162 работника, транспортная обработка грузов), Benita Kodu AS (98 работников, деятельность по уходу за престарелыми и инвалидами с обеспечением проживания), Alexela Terminal AS (65 работников, хранение и складирование жидких или газообразных грузов), KB Auto Eesti OÜ (47 работников, продажа прочих моторных транспортных средств).

### Транспорт
Населённые пункты волости имеют хорошее автомобильное и железнодорожное сообщение; через волость проходят шоссе Таллин—Палдиски и шоссе Кейла—Хаапсалу, железнодорожные маршруты Таллин—Палдиски, Таллин—Клоогаранна и Таллин— Рийзипере. Существенной частью волостной инфраструктуры является сеть морских портов, из них прежде всего Северный и Южный порты в Палдиски, а также малые порты в Лохусалу, Меремыйза, Курксе и Ристна.

### Общественный порядок
Жителей волости обслуживают 2 региональных полицейских и 1 полицейский по делам молодёжи. Спасательные команды расположены в Палдиски и Кейла. Бригады скорой медицинской помощи находятся в Кейла (2 бригады) и Палдиски (1 бригада). Безопасность и общественный порядок также обеспечивают местные добровольные единицы: в Лохусалу действует Спасательное общество, в волости есть несколько активных секторов Соседского дозора.
В 2017 году Спасательным департаментом на территории волости Ляэне-Харью было зарегистрировано 88 пожаров.

## Достопримечательности

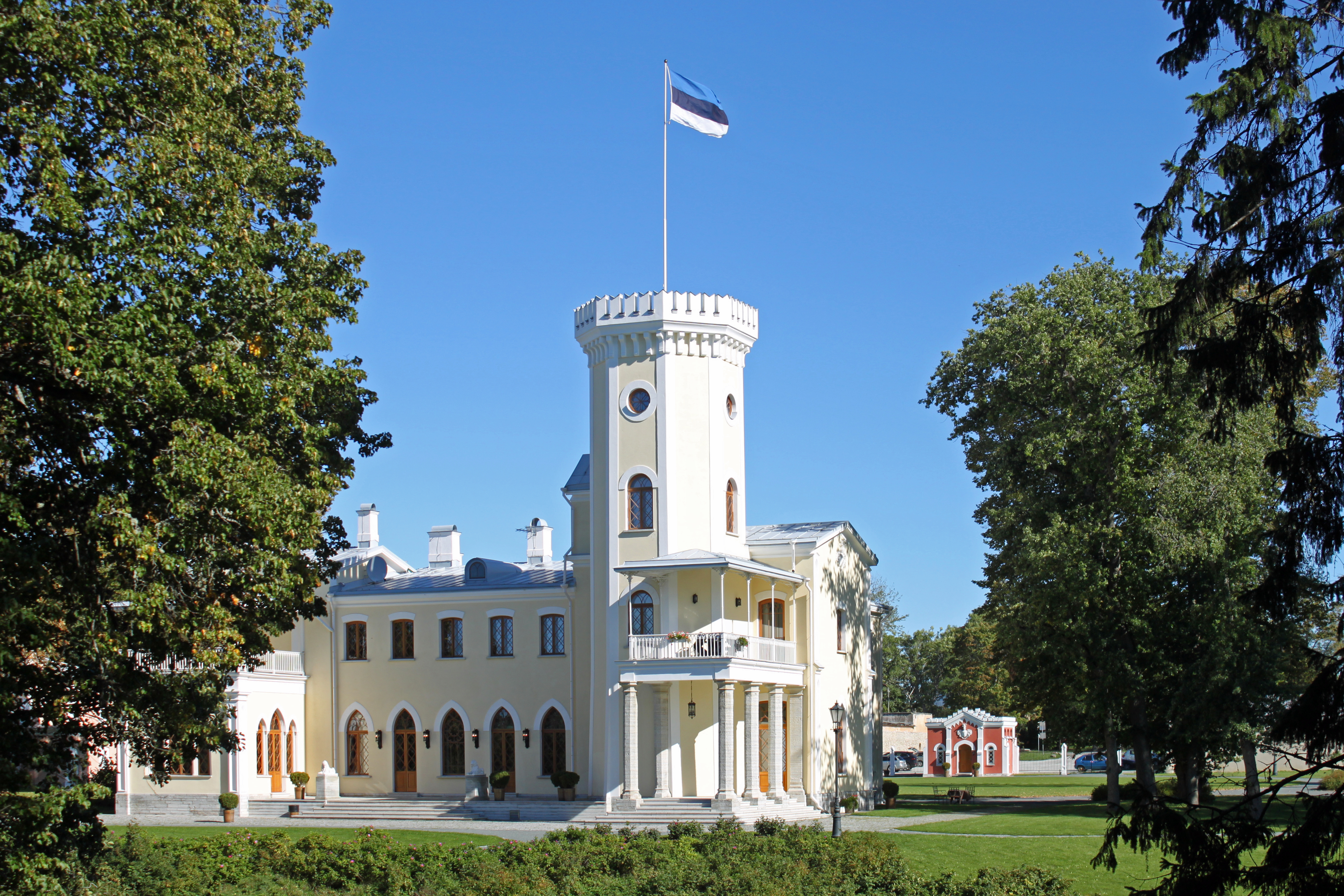
Мыза Кейла-Йоа

Главными достопримечательностями волости являются:
- развалины монастыря-крепости Падизе;
- бастион Морской крепости Императора Петра Великого в Палдиски;
- мызный комплекс Кейла-Йоа;
- мызный ансамбль Вазалемма;
- мыза Падизе;
- мыза Вихтерпалу;
- мыза Кылтсу;
- мыза Хату;
- лютеранская церковь Святого Матфея в Харью-Мадизе, лютеранская церковь Креста Господня в Харью-Ристи, православная церковь Святого Георгия[эст.] и лютеранская Николаевская церковь[эст.] в Палдиски.
- храм преподобного Сергия Радонежского в Палдиски.

## Галерея

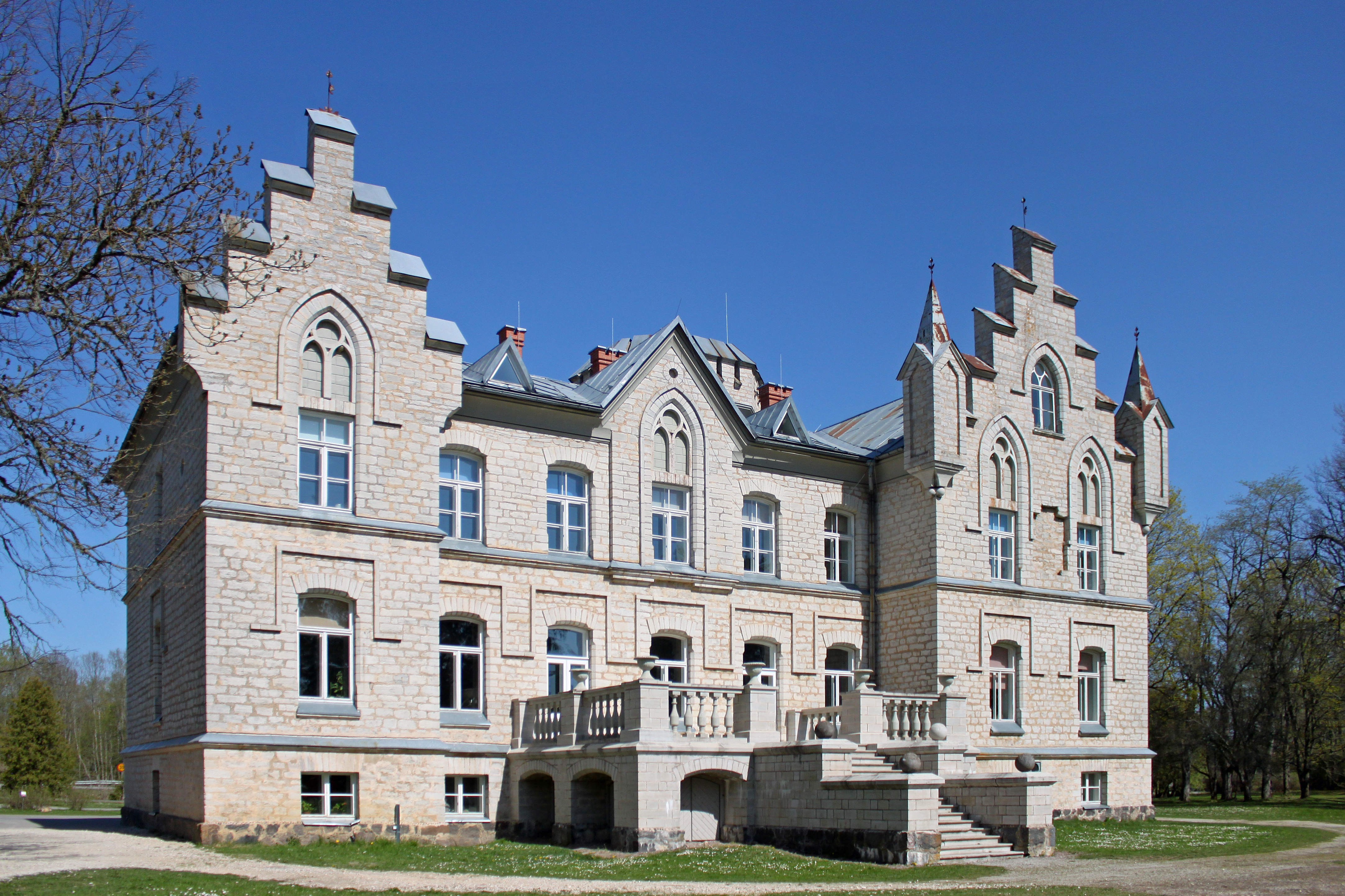
Мыза Вазалемма
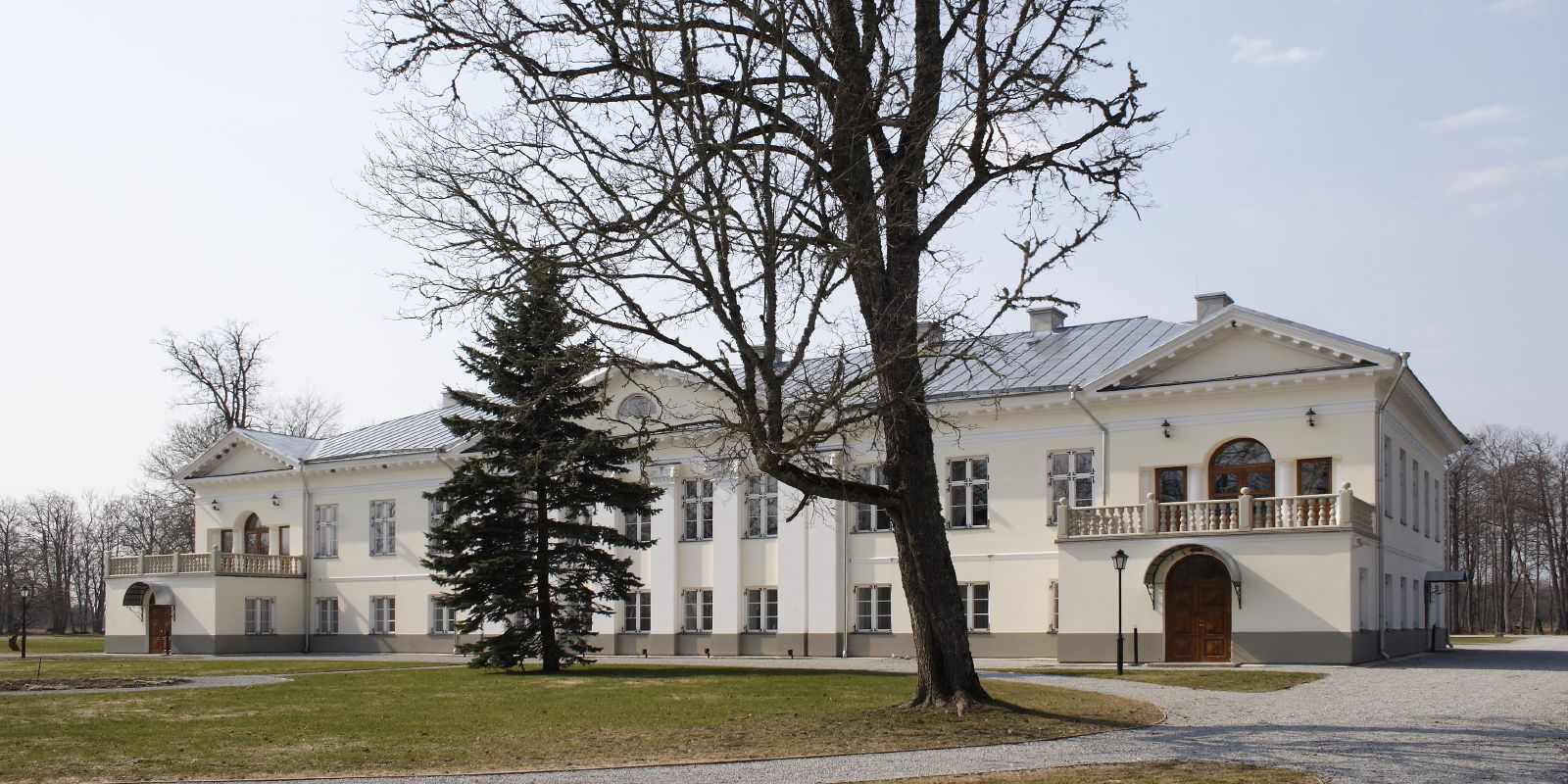
Мыза Вихтерпалу
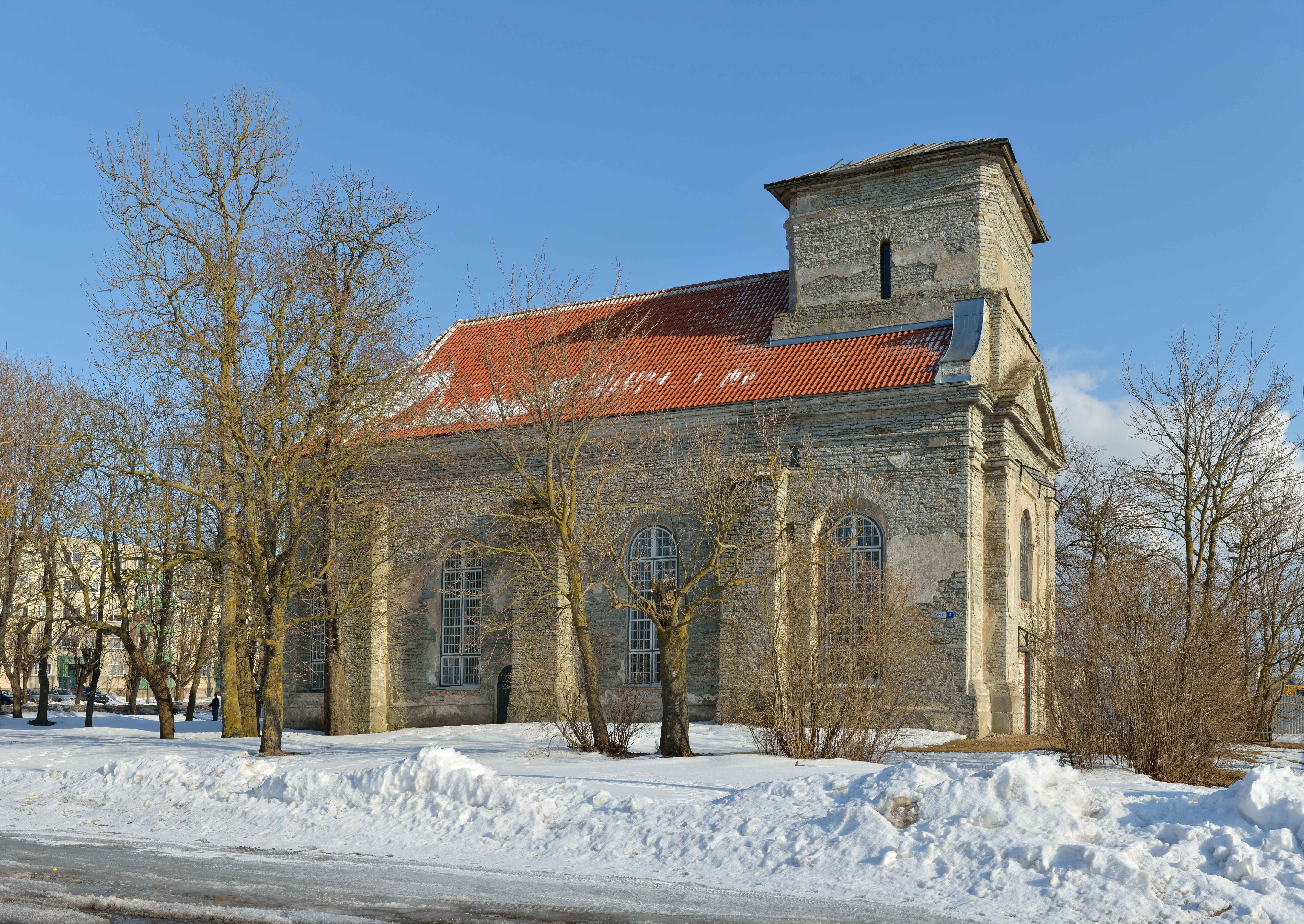
Церковь Святого Георгия в Палдиски
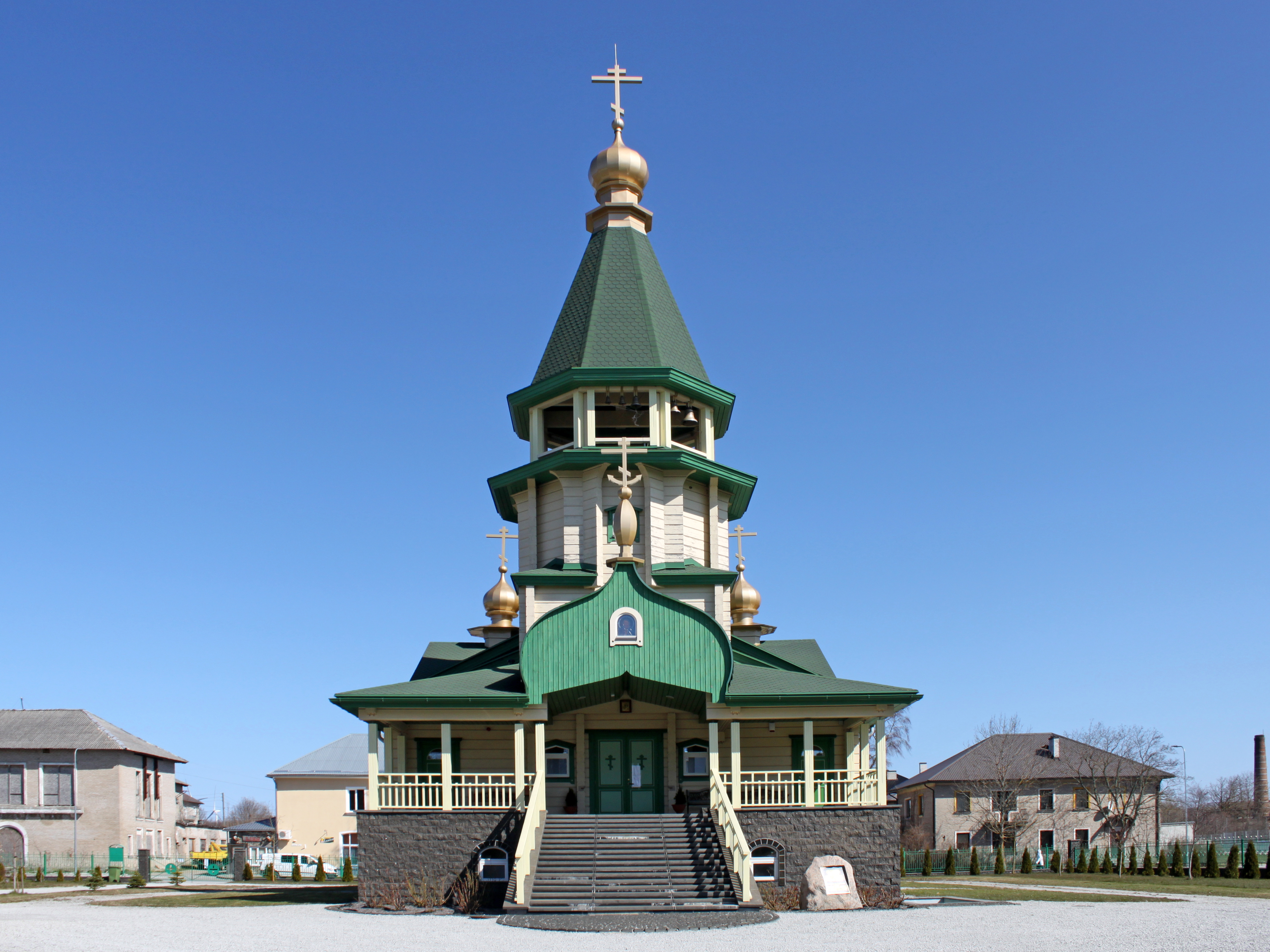
Храм преподобного Сергия Радонежского в Палдиски
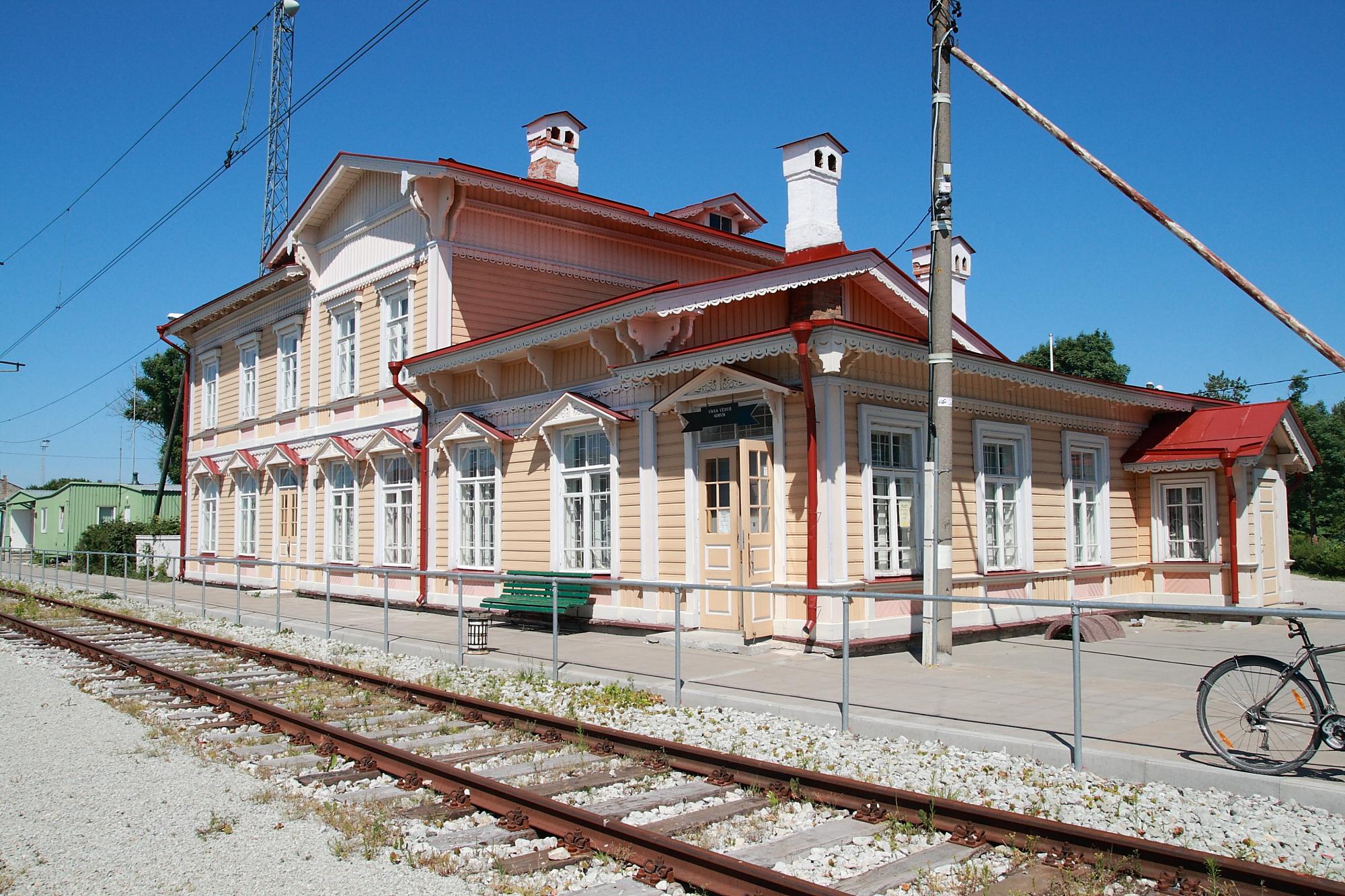
Железнодорожный вокзал Палдиски
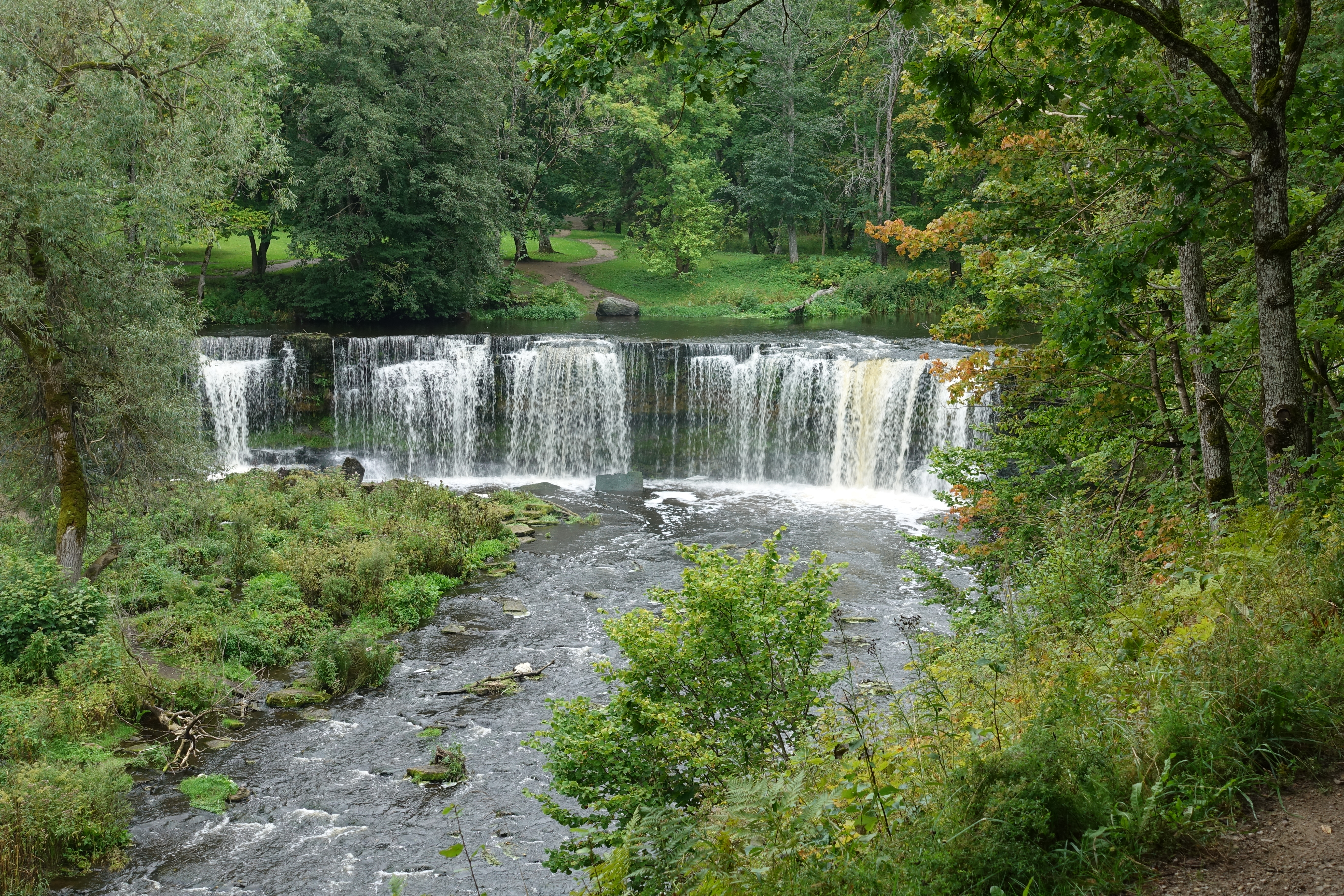
Водопад Кейла
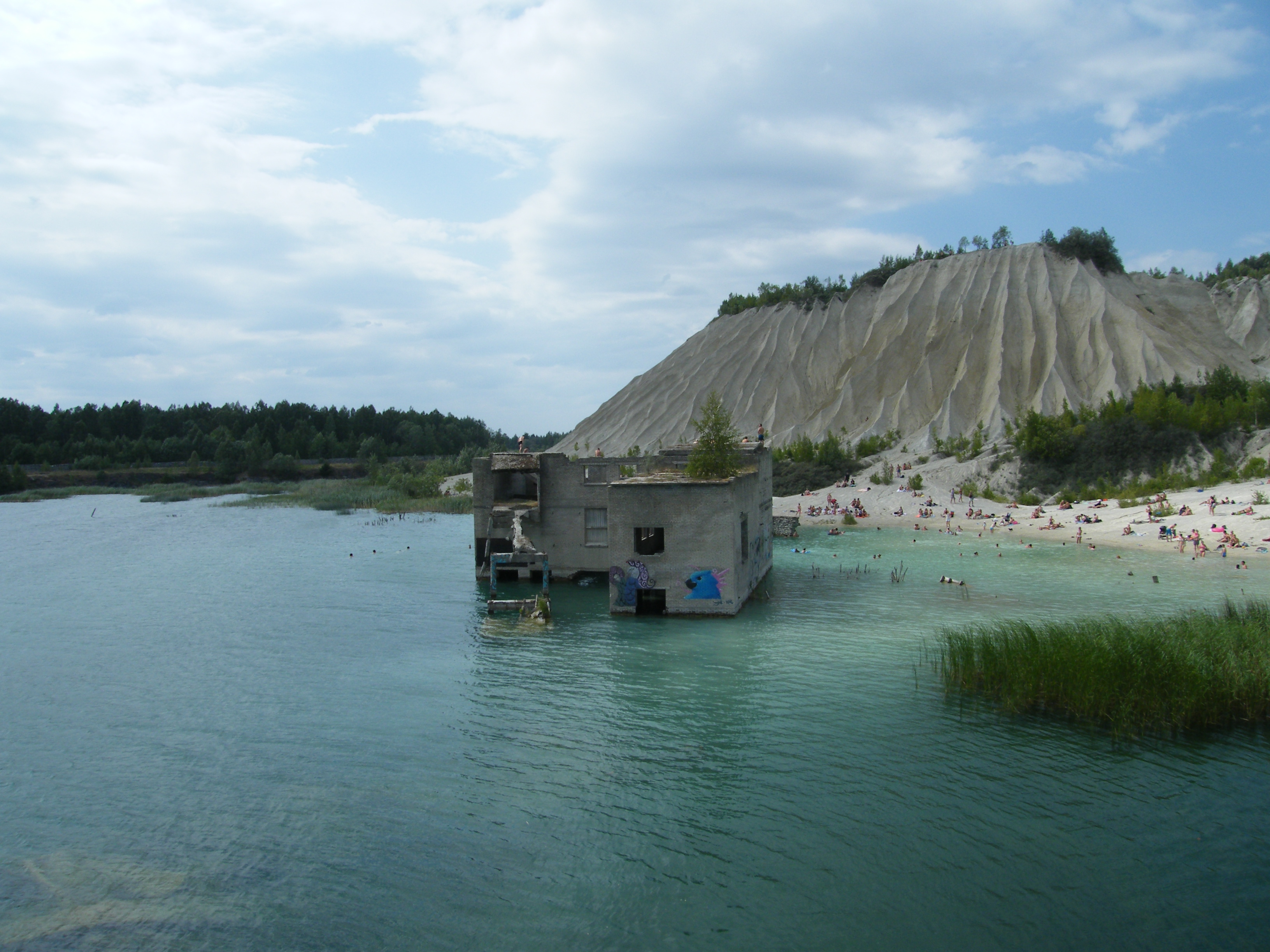
Карьер (озеро) Румму
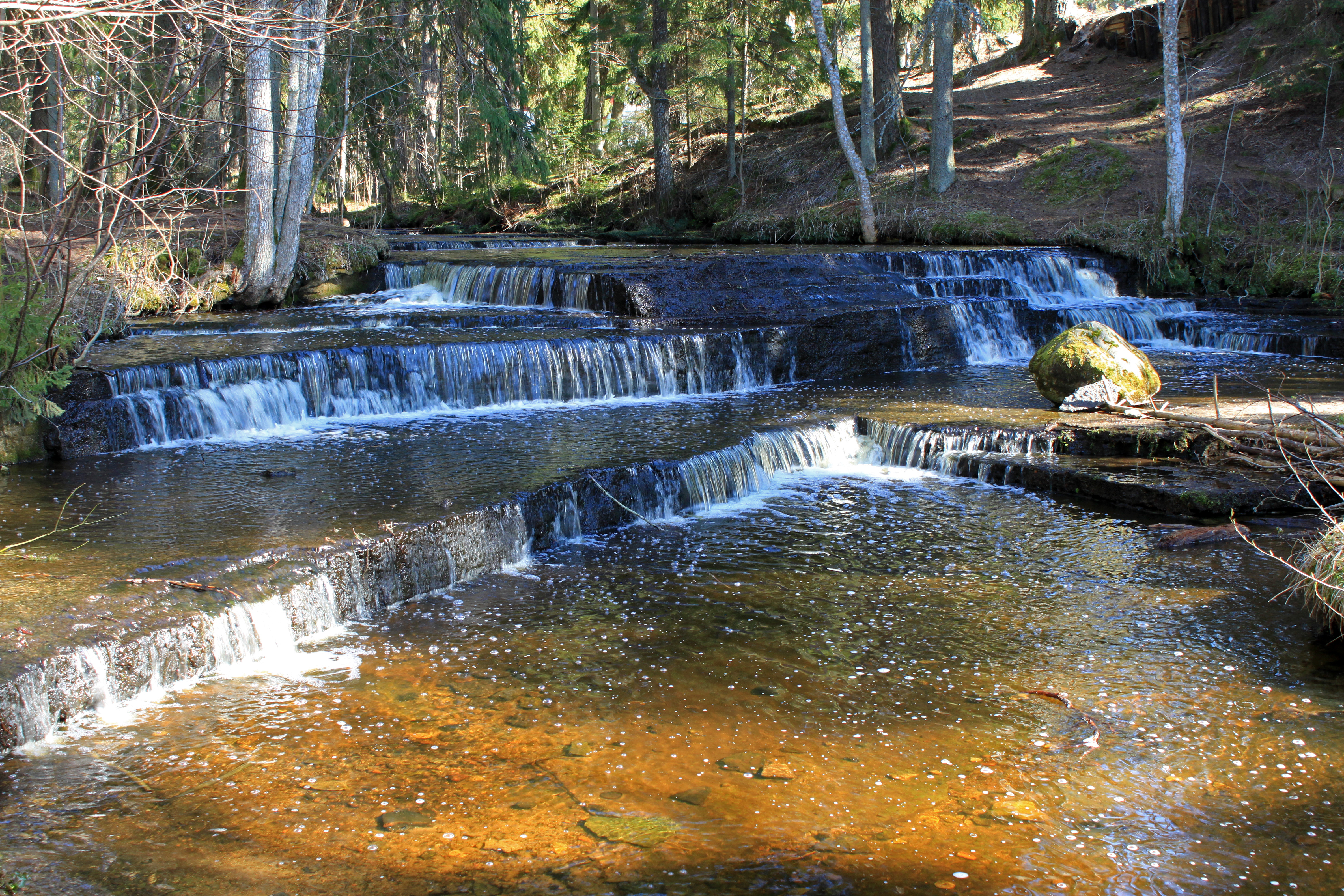
Каскад Треппоя
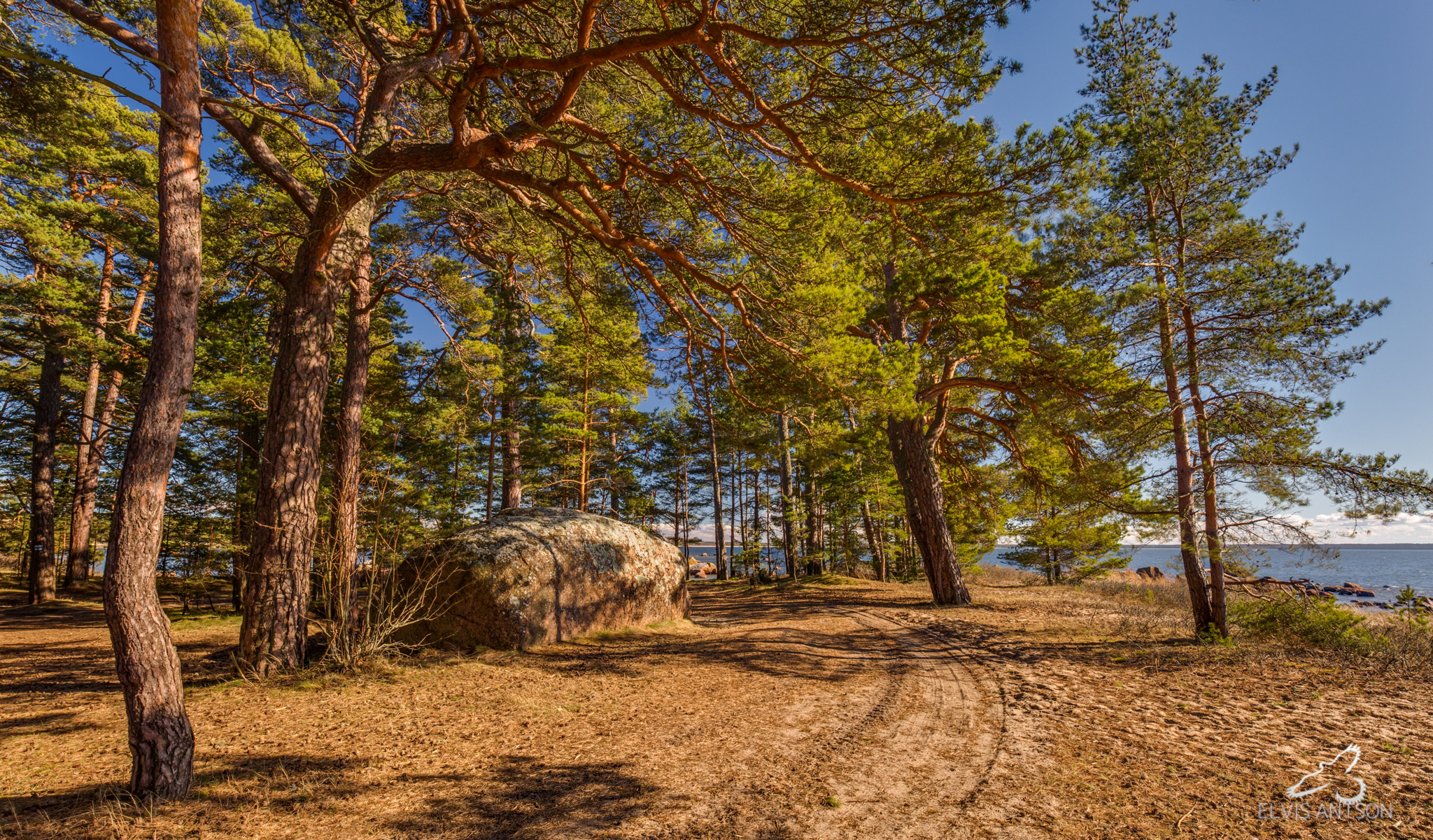
Побережье в Лохусалу